# Jia Qinglin
Jia Qinglin (chino simplificado: 贾庆林; chino tradicional: 賈慶林; pinyin: Jiǎ Qìnglín; Pe̍h-ōe-jī: Ka Kheng-lim)(* Botou, 1940 - ) es un político chino. 
Nacido en marzo de 1940 en Botou, Hebei, República Popular China. Miembro del Partido Comunista de China. Fue Gobernador de Fujian y alcalde de Pekín. Fue el presidente de la Conferencia Consultiva Política del Pueblo Chino desde marzo de 2003 hasta marzo de 2013.